# Lake Beverley
Der Lake Beverley ist ein 89 km² großer See im Südwesten von Alaska.
Der 20 m hoch gelegene See liegt in den östlichen Ausläufern der Wood River Mountains innerhalb des Wood-Tikchik State Parks. Seine Längsausdehnung in West-Ost-Richtung beträgt 36 km. Der See ist in mehrere Seitenarme gegliedert: Golden Horn im Nordwesten, Silver Horn im Südwesten sowie Hardluck Bay im Norden. Der Lake Beverley wird vom nördlich gelegenen Lake Kulik über Wind River und Peace River gespeist. Der Agulukpak River entwässert den See zum südlich gelegenen Lake Nerka.